# Merlimont
Merlimont là một xã trong tỉnh Pas-de-Calais, vùng Hauts-de-France, Pháp.

## Dan so
| 1962                                                              | 1968 | 1975 | 1982 | 1990 | 1999 | 2006 |
| ----------------------------------------------------------------- | ---- | ---- | ---- | ---- | ---- | ---- |
| 1095                                                              | 1310 | 1619 | 1832 | 2212 | 2606 | 3061 |
| Số liệu điều tra dân số tính từ năm 1962, dân số chỉ tính một lần |      |      |      |      |      |      |